# مات هاردي
ماثيو مور هاردي (بالإنجليزية: Matt Hardy) (23 سبتمبر 1974-)، هو مصارع محترف وممثل أمريكي. يرتبط حاليًا بعقد مع اتحاد "المصارعة بلا توقف" (TNA)، حيث تُوّج سابقًا بثلاث بطولات في الفرق الثنائية، كما يظهر أيضًا في اتحاد "دبليو دبليو إي" ضمن فرع "إن إكس تي". يُعرف أيضًا بفتراته السابقة في اتحادي "دبليو دبليو إي" و"النخبة المصارعة الشاملة".
حقق هاردي شهرة واسعة إلى جانب شقيقه جيف هاردي في قسم الفرق الثنائية باتحاد "المصارعة العالمية" (WWF) خلال عقد 2000، بفضل مشاركاتهما البارزة في مباريات الطاولات والسلالم والكراسي (TLC). فاز ماثيو هاردي ببطولة العالم للفرق الثنائية 15 مرة، حيث نال بطولة "دبليو دبليو إي" للفرق العالمية ست مرات، وبطولة "راو" ثلاث مرات، وبطولة "سماكداون"، وبطولة الفرق في "شرف الحلبة"، وبطولة "بطولة العالم للمصارعة" مرة واحدة لكل منها، بالإضافة إلى ثلاث بطولات للفرق الثنائية في اتحاد "TNA". ويُعتبر فريق "الأخوان هاردي" من أبرز الفرق التي ساهمت في إحياء مصارعة الفرق الثنائية خلال "عصر التمرد".
ظل هاردي حاضرًا ومؤثرًا في عالم المصارعة لأربعة عقود متتالية، بفضل قدرته على تجديد شخصيته باستمرار واستخدام وسائل التواصل الاجتماعي للتفاعل مع الجماهير. بدأ مسيرته كمصارع فردي في "دبليو دبليو إي" عام 2002، وقدم حينها شخصية "النسخة الأولى" التي نالت جائزة "أفضل شخصية" من مجلة مراقب المصارعة. وفي عام 2016، ابتكر شخصية "المكسور" الغريبة الأطوار، والتي أُعيد تقديمها لاحقًا في "دبليو دبليو إي" باسم "المستيقظ". وقد نالت هذه الشخصية إشادة واسعة من النقاد وفازت بعدة جوائز، من بينها جائزة "أفضل شخصية" للمرة الثانية، وأصبحت من أكثر الشخصيات حديثًا في عالم المصارعة.
على صعيد المنافسات الفردية، فاز هاردي ببطولة الولايات المتحدة، وبطولة الهاردكور، وبطولة أوروبا، وبطولة الوزن الخفيف في "دبليو دبليو إي"، بالإضافة إلى ثلاث بطولات عالمية: بطولة "ECW" مرة واحدة، وبطولة "TNA" للوزن الثقيل مرتين.

## روابط خارجية
- مات هاردي على موقع IMDb (الإنجليزية)
- مات هاردي على موقع إن إن دي بي (الإنجليزية)
- مات هاردي على موقع قاعدة بيانات الفيلم (الإنجليزية)
- مات هاردي على موقع دبليو دبليو إي (الإنجليزية)
- مات هاردي على موقع WrestlingData.com (الإنجليزية)
- مات هاردي على موقع CageMatch worker (الإنجليزية)
- مات هاردي على موقع قاعدة بيانات المصارعة على الإنترنت (الإنجليزية)
- مات هاردي على موقع عالم المصارعة على الإنترنت (الإنجليزية)
- مات هاردي على موقع عالم المصارعة على الإنترنت (الإنجليزية)